# 摜牛
摜牛（かんぎゅう、中国語: 掼牛）は、中華人民共和国浙江省嘉興市に住む回族が行っている牛との格闘技で、中国式闘牛、回族闘牛とも呼ばれる。「摜」は投げる、投げ捨てるの意味。

## 概要
摜牛は元王朝に始まったといわれて、浙江省嘉興市の回族の間で発祥している。地元の男たちは、重量400kgもの雄牛を相手に自分の力を試していた。出場者は3分以内に素手で牛を地面に押し付けなければならない。牛を刺して倒し終るスペインなどの闘牛とは異なり、摜牛は伝統的に牛が投げ落とされた時点で終了し、また雄牛同士の押し合いである中国貴州省のミャオ族・トン族の闘牛、闘牛 (韓国)、闘牛 (日本)とも違う。
2011年5月23日、嘉興摜牛は中国の国家無形文化財に登録された。

## 参照項目
- 闘牛